# Hullay László
Hullay László, születési nevén Hulej László (Kiskőrös, 1888. november 3. – ?, 1910-es évek) magyar építész.

## Élete
Életéről kevés adat ismert. Édesapja Hullay Lajos (1856–1921) ács- és építőmester volt, édesanyja Juhász Julianna. Fivére ifj. Hullay Lajos (1885–1966) asztalosmester.
1907-ben a horvátországi Pólában haditengerészként volt nyilvántartva. Még 1907 folyamán beiratkozott a budapesti Magyar Királyi Állami Felső Építő Ipariskolába (ma Óbudai Egyetem Ybl Miklós Építéstudományi Kar). Valószínűleg mindössze egyetlen évfolyamot végzett el. Ezt követően Budapesten élt és dolgozott. 1912-ben feleségül vette Horpácsi Emíliát (1889–1959).
A fiatal építész 1910-ben Aradon Kisépületek mintakönyve címen egy kiadványt jelentett meg, amelyben színes geometrikus későszecessziós épületmintákat adott közre. A még 1928-ban is hirdetett, 56 oldalas, nagy alakú (34,5 x 45 cm) kiadvány német nyelven is megjelent. A tervek közül végül több magyar kisvárosokban (pl. Csongrád, Tiszaföldvár, Kiskunfélegyháza) fel is épült.
Halálának időpontja nem ismert, a családi hagyomány úgy tudja, hogy valahol az első világháború (1914–1918) idején halt meg katonaként a fronton.
Hullay munkássága évtizedeken át elfeledett volt, kutatását a 2020-as években kezdte meg Merényi György és Brunner Attila művészettörténészek, utóbbi monográfiában is feldolgozta az építész munkásságát.

## További irodalom
- Brunner Attila: Virágok, díszek, minták. Hullay László szecessziós háztervei, TERC Kft., Budapest, 2024, ISBN 978 615 6744 02 9